# Lijst van voetbalinterlands Benin - Burkina Faso
Deze lijst van voetbalinterlands is een overzicht van alle officiële voetbalwedstrijden tussen de nationale teams van Benin en Burkina Faso (tussen 1960 en 1984 heette het land Opper-Volta). De Afrikaanse landen speelden tot op heden zestien keer tegen elkaar. De eerste ontmoeting was een vriendschappelijke wedstrijd op 21 oktober 1979 in Abidjan (Ivoorkust). Het laatste duel, eveneens een vriendschappelijke wedstrijd, werd gespeeld in Porto-Novo op 20 mei 2017.

## Wedstrijden
| №  | Plaats      | Datum             | Competitie                   | Wedstrijd            | Uitslag |
| -- | ----------- | ----------------- | ---------------------------- | -------------------- | ------- |
| 1  | Abidjan     | 21 oktober 1979   | Vriendschappelijk            | Benin − Opper-Volta  | 3 − 2   |
| 2  | Ouagadougou | 22 november 1984  | Vriendschappelijk            | Benin − Burkina Faso | 2 − 1   |
| 3  | Monrovia    | 5 februari 1987   | Vriendschappelijk            | Burkina Faso − Benin | 3 − 2   |
| 4  | Ouagadougou | 17 augustus 1990  | Afrika Cup 1992 kwalificatie | Burkina Faso − Benin | 2 − 0   |
| 5  | Cotonou     | 27 januari 1991   | Afrika Cup 1992 kwalificatie | Benin − Burkina Faso | 1 − 2   |
| 6  | Cotonou     | 25 december 1996  | Vriendschappelijk            | Benin − Burkina Faso | 1 − 1   |
| 7  | Cotonou     | 27 december 1996  | Vriendschappelijk            | Benin − Burkina Faso | 0 − 0   |
| 8  | Cotonou     | 9 maart 2003      | Vriendschappelijk            | Benin − Burkina Faso | 3 − 0   |
| 9  | Algiers     | 24 september 2003 | Vriendschappelijk            | Burkina Faso − Benin | 1 − 0   |
| 10 | Cotonou     | 26 mei 2004       | Vriendschappelijk            | Benin − Burkina Faso | 1 − 0   |
| 11 | Ouagadougou | 13 juni 2004      | Vriendschappelijk            | Burkina Faso − Benin | 4 − 2   |
| 12 | Ouagadougou | 26 mei 2012       | Vriendschappelijk            | Burkina Faso − Benin | 2 − 2   |
| 13 | Cotonou     | 12 november 2015  | WK 2018 kwalificatie         | Benin − Burkina Faso | 2 − 1   |
| 14 | Ouagadougou | 17 november 2015  | WK 2018 kwalificatie         | Burkina Faso − Benin | 2 − 0   |
| 15 | Ouagadougou | 4 mei 2017        | Vriendschappelijk            | Burkina Faso − Benin | 1 − 1   |
| 16 | Porto-Novo  | 20 mei 2017       | Vriendschappelijk            | Benin − Burkina Faso | 2 − 2   |

## Samenvatting
| Competitie              | Totaal gespeeld | Winst Benin | Gelijk | Winst Burkina Faso | Doelsaldo Benin – Burkina Faso |
| ----------------------- | --------------- | ----------- | ------ | ------------------ | ------------------------------ |
| WK-kwalificatie         | 2               | 1           | 0      | 1                  | 2 − 3                          |
| Afrika Cup-kwalificatie | 2               | 0           | 0      | 2                  | 1 − 4                          |
| Vriendschappelijk       | 12              | 3           | 6      | 3                  | 17 −16                         |
| Totaal                  | 16              | 4           | 6      | 6                  | 20 − 23                        |

Wedstrijden bepaald door strafschoppen worden, in lijn met de FIFA, als een gelijkspel gerekend.

## Details

### Vierde ontmoeting
| Afrika Cup 1992 kwalificatie (Ouagadougou, Burkina Faso, 17 augustus 1990): |       |       |
| Burkina Faso                                                                | 2 – 0 | Benin |
| Alexis Ilbowdo 20' Jules Kadeba 70'                                         | goals |       |